# Johanna Borskibrug
De Johanna Borskibrug (brugnummer 41) is een vaste brug in Amsterdam-Centrum. De brug is gelegen in de Vijzelstraat en overspant de Keizersgracht.

## Geschiedenis
Op deze plek ligt al eeuwenlang een brug. Stadarchitect Daniël Stalpaert tekende hem in op zijn ontwerp stadsplattegrond van 1662, in die tijd was er nog geen bebouwing. Toen Frederick de Wit in 1688 een nieuwe plattegrond maakte was er flink gebouwd bij de brug. 
In 1882 werd de brug verlaagd en verbreed. Tegelijkertijd werden dezelfde werkzaamheden uitgevoerd bij brug 30 en brug 70. Deze in elkaars verlengde liggende bruggen hebben vanaf dan een gezamenlijke geschiedenis.
Vanwege de verbreding van de Vijzelstraat die plaatsvond vanaf 1911 maakte architect Jo van der Mey ontwerpen voor de drie bruggen. Ze zouden qua uiterlijk een eenheid moeten vormen. De uitvoering vond echter met tussenposes plaats, dit werd veroorzaakt door het feit dat de verbreding van de straat in fases plaatsvond. Piet Kramer kreeg rond 1919 opdracht drie nieuwe bruggen te ontwerpen. Voor brug 30 gebruikte hij nog grotendeels het origineel, maar voor de bruggen 41 en 70 maakte hij een geheel nieuw ontwerp.

## Huidige brug
Brug 41 werd in 1923 opgeleverd. De landhoofden en pijlers zijn uitgevoerd in bak- en natuursteen. De brug wordt omgeven door vier natuurstenen zuilen op de landhoofden; deze vermelden SPQA, een grapje van Kramer die hiermee verwees hiermee naar de Dienst der Publieke Werken. Kramers handtekening is te zien in de jaarstenen (anno 1923) en het siersmeedwerk in de balustraden/leuningen. De borstweringen zijn opgetrokken in de stijl van de Amsterdamse School met een afwisseling van baksteen en natuursteen metselverbanden en op het eind nog bewerkt natuursteen. 
De brug werd in de jaren 1950 vanwege de toenemende verkeersstromen heringericht.
Vanwege verzakkingen werd de brug in 2020/2021 in delen uit elkaar gehaald en vervolgens weer in elkaar gezet. Tramlijn 24, de enige tramlijn die nog over de brug reed, werd gedurende die periode omgeleid maar verdween eind 2023 definitief van de brug. Voor voetgangers en fietsers waren twee noodbruggen gelegd.

## Naam
In 2016 kreeg de brug een naam, hij werd genoemd naar Johanna Borski (Johanna Jacoba Borski-van de Velde), een 19e-eeuwse financier, die als mede-oprichtster van de Nederlandsche Handel-Maatschappij deze firma diverse keren redde. Het bedrijf was gevestigd in gebouw De Bazel aan de Vijzelstraat. Johanna van de Velde werd geboren in de Vijzelstraat.

## Afbeeldingen

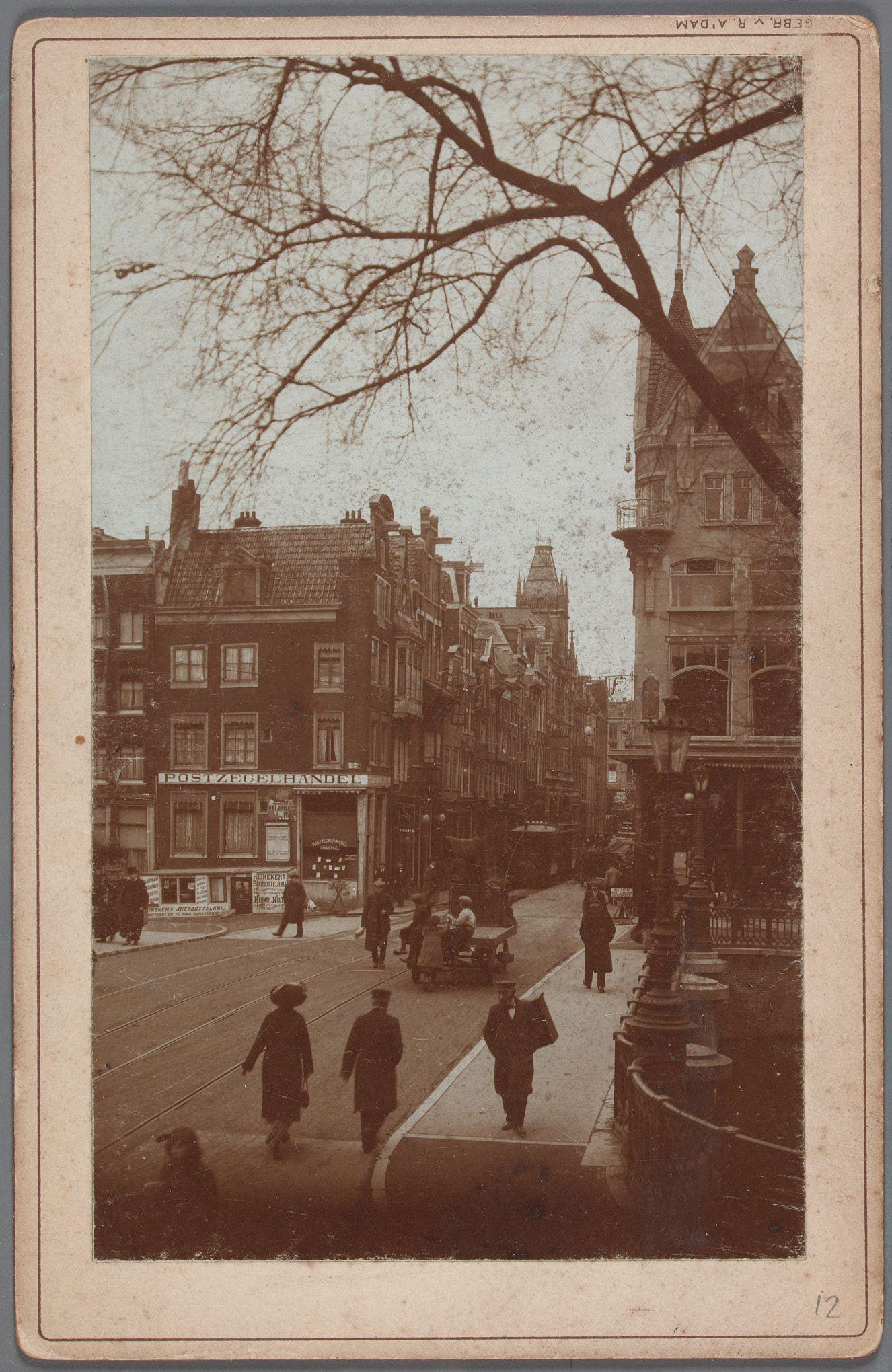
Brug 41 voor vernieuwing in 1922
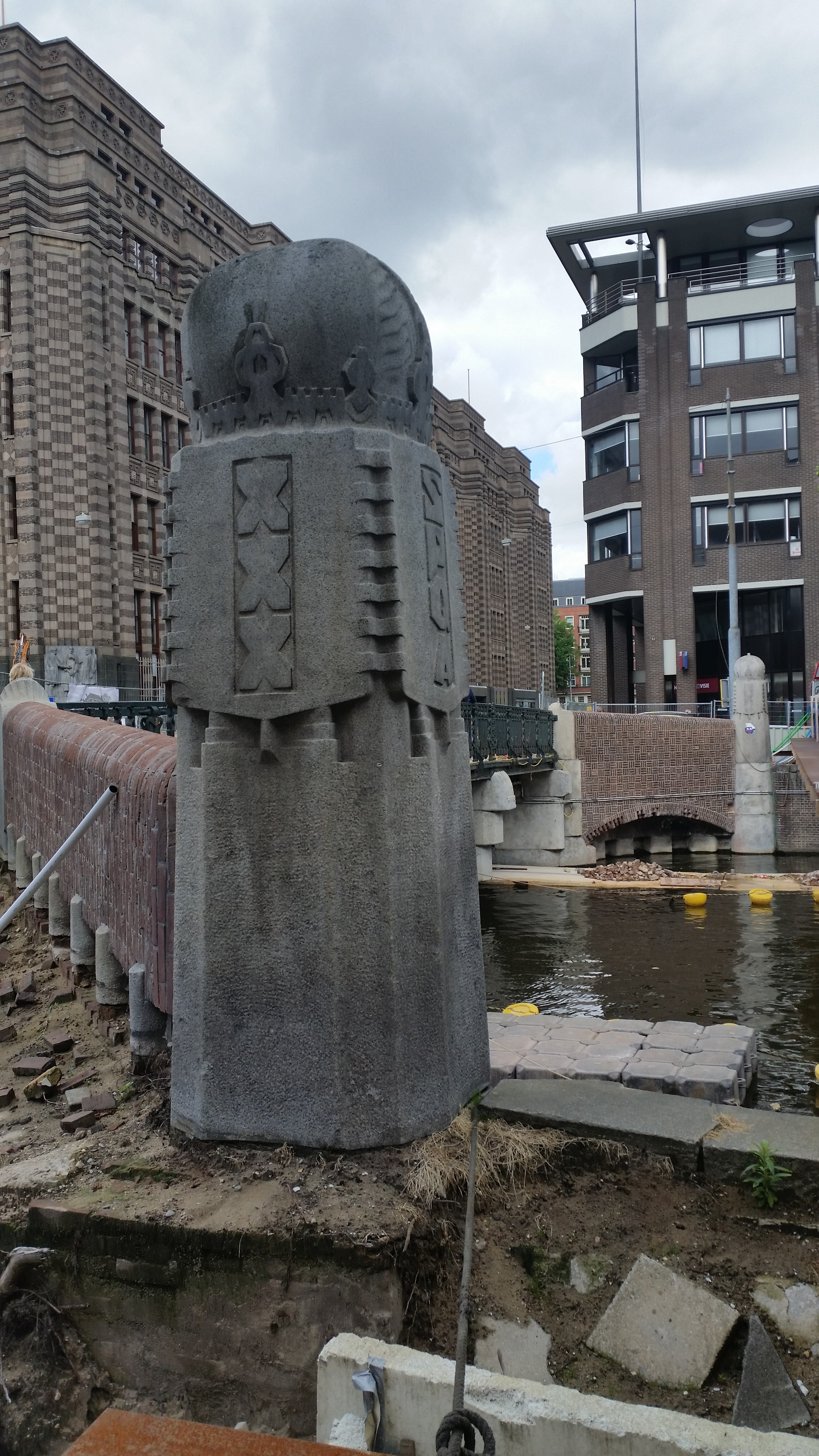
Schoongemaakte zuil (juli 2020)
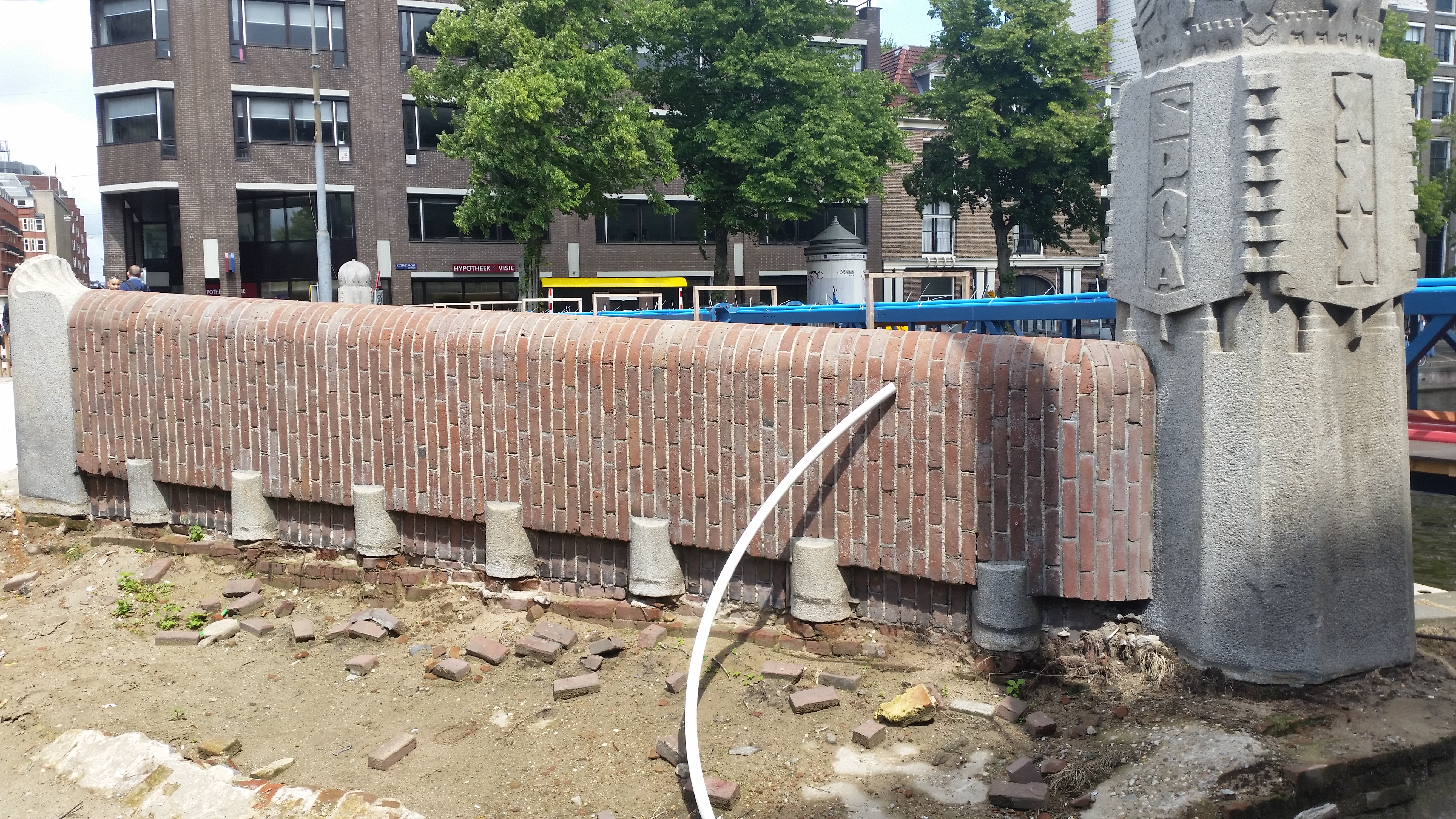
Typisch Kramers muurtje in Amsterdamse Schoolstijl (juli 2020)
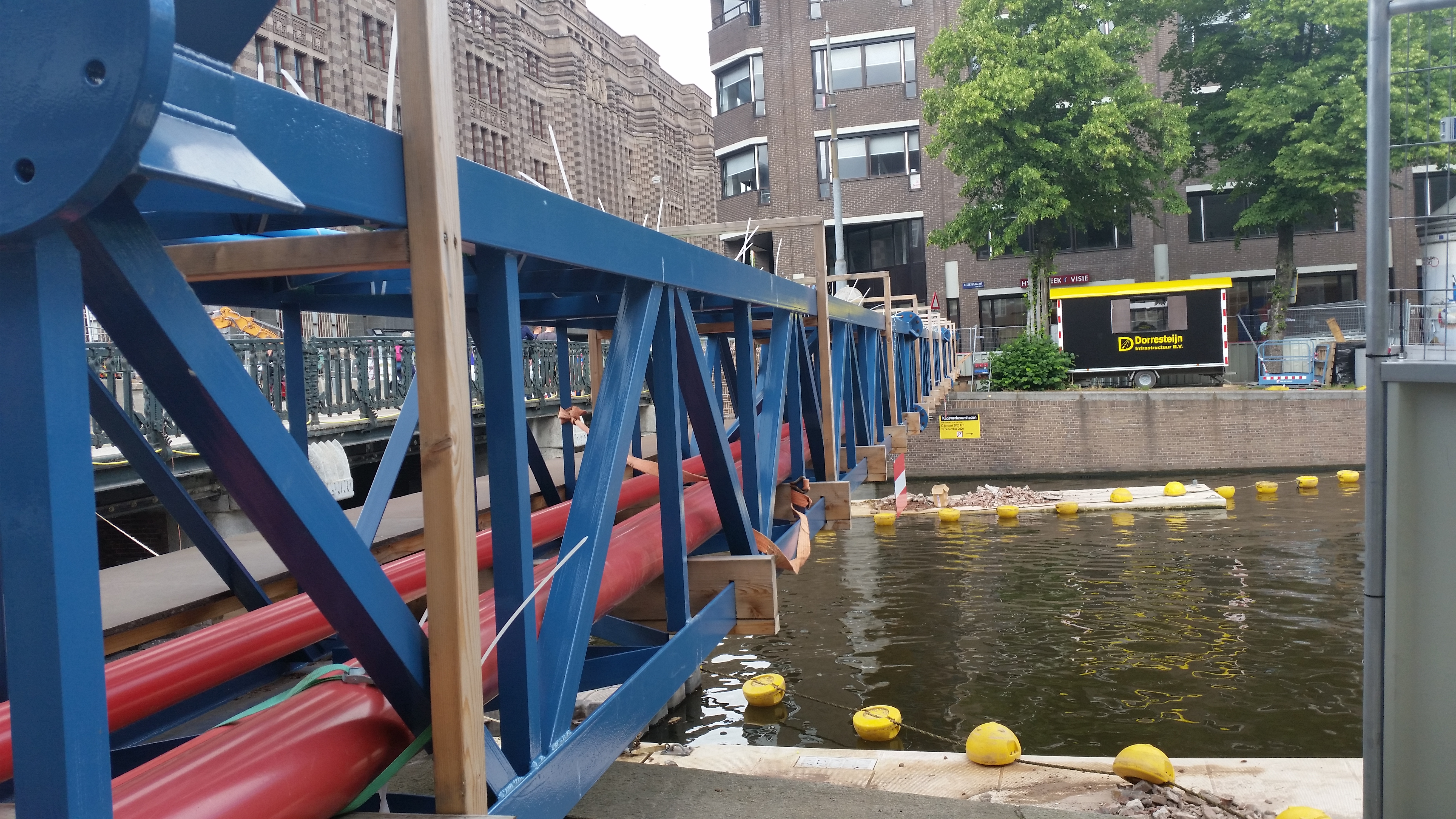
Noodbrug voor kabels en buizen en noodremmingswerk (juli 2020)

1 · 2 · 3 · 4 · 5 · 6 · 7 · 8 · 9 · 10 · 11 · 12 · 13 · 14 · 15 · 16 · 17 · 18 · 19 · 20 · 21 · 22 · 23 · 24 · 25 · 26 · 27 · 28 · 29 · 30 · 31 · 32 · 34 · 35 · 36 · 37 · 38 · 39 · 40 · 41 · 42 · 43 · 44 · 45 · 46 · 47 · 48 · 49 · 50 · 51 · 52 · 53 · 54 · 55 · 56 · 57 · 58 · 59 · 60 · 61 · 62 · 63 · 64 · 65 · 66 · 67 · 68 · 69 · 70 · 71 · 72 · 73 · 74 · 75 · 76 · 77 · 78 · 79 · 80 · 81 · 82 · 84 · 85 · 86 · 87 · 88 · 89 · 90 · 91 · 92 · 93 · 94 · 95 · 96 · 97 · 98 · 99 · >>>
Brugnummers 33 en 83 zijn niet (meer) vergeven